# Püspöki Nagy Péter
Püspöki Nagy Péter (Pozsonypüspöki, 1944. április 19. –) heraldikus, történész, író, műfordító.

## Élete
Nagy Péter vállalkozó és Wurm Rozália fia. Pozsonyban érettségizett. A pozsonyi Comenius Egyetem Cirill és Metód Római Katolikus Hittudományi Karának négy évfolyamát végezte el, ahol latin és ógörög nyelvet is tanult. 1967-ben kénytelen volt átlépni a történettudomány és levéltártan szakra. 1971-ben történelemtanári oklevelet szerzett. 1972-ben doktori disszertációként megírta Pozsonypüspöki történetét.
1987-től az ELTE BTK Történelmi Segédtudományok Tanszékének vendégtanára, majd 1990-től docense. 1993-tól a budapesti Károli Gáspár Református Egyetemen is oktatott. Együttműködött a Csehszlovák Állambiztonsággal, ami kitudódva negatívan hatott a rendszerváltás utáni politikai pályafutására.
1974-től a párizsi Nemzetközi Heraldikai Akadémia levelező tagja. 1989-ben történelemtudományok kandidátusa lett.

## Elismerései
- 1993 Szent-Györgyi Albert-díj
- 2011 Pozsonypüspöki Magyarságának Megmaradásáért Díj

## Művei
- 1968 Püspöki mezőváros története
- 1970 Dunaszerdahely város címere
- 1973 Rozsnyó város címere
- 1976 Zseliz város címere – Erb mesta Želiezoviec
- 1982 Boldogfa. Pozsony-Budapest
- 1985 A Csallóköz vízrajzi képének története Strabón Geógraphikájától IV. Béla király koráig
- 1989 Piacok és vásárok kezdetei Magyarországon, 1000-1301 I. Pozsony-Budapest
- 1989 A Csallóköz neveiről. Győr
- 1992 A latin paleográfia válogatott bibliográfiája
- 1100 éves együttélés. A magyar és magyarországi zsidóság a haza és a fejlődés szolgálatában; sajtó alá rend., szerk. Püspöki Nagy Péter; Magyarországi Holocaust Emlékalapítvány, Bp., 2001
- Szent Gellért csanádi püspök-vértanú élete és műve. A Velencéből áthozott ereklye bemutatásának emlékére a Budapest-Belvárosi Római Katolikus Főplébánián, 2002. március 23.; Belvárosi Római Katolikus Főplébánia, Bp., 2002

### Fordításai
- 1984 Bél Mátyás: Magyarország népének élete 1730 táján.

## Külső hivatkozások
- animaportal.eu